# Petra Peterich
Petra Peterich (* 1944 in Bad Tölz) ist eine deutsche Sozialpädagogin.

## Werdegang
Peterich absolvierte eine Ausbildung zur Verlagsbuchhändlerin. Auf dem Zweiten Bildungsweg holte sie das Abitur nach und studierte anschließend Sozialpädagogik. Seit 1980 ist sie in Uelzen und Lüneburg als Sozialarbeiterin in verschiedenen ambulanten Projekten der Jugendhilfe tätig. 
Seit 1996 betreut sie gemeinsam mit ihrem Ehemann in ihrem Haus in Reppenstedt straffällig gewordene Jugendliche, um eine Alternative zur Untersuchungshaft anzubieten. Im Rahmen ihres Angebots hat sie etwa 70 junge Männer im Alter zwischen 15 und 20 Jahren betreut. Zeitgleich leben vier bei ihr, die meisten verbringen dort etwa eineinhalb Jahre. Die Jugendlichen werden eng in das Familienleben eingebunden. Mit offenen Gesprächen, gemeinsamen Essen sowie regelmäßigen Drogenkontrollen werden sie einzeln betreut. Träger des Projekts ist das Albert-Schweitzer-Familienwerk. Die Rückfallquote der Teilnehmer ist signifikant niedriger.
Daneben war sie lange Jahre Sprecherin der Bundesarbeitsgemeinschaft für Ambulante Maßnahmen.

## Ehrungen
- 2010: taz-Panter-Preis
- 2013: Verdienstkreuz am Bande der Bundesrepublik Deutschland